# 50ste Césaruitreiking
De 50ste Césaruitreiking, waarbij prijzen worden uitgereikt aan de beste prestaties in Franse films in 2024, vond op 28 februari 2025 plaats in L'aOlympia in Parijs. De ceremonie wordt georganiseerd door de Académie des arts et techniques du cinéma, voorgezeten door Catherine Deneuve en geleid door Cédric Klapisch.
De nominaties werden bekendgemaakt op 29 januari 2025.

## Genomineerden en winnaars

### Beste film
- Emilia Pérez van Jacques Audiard
  - Le Comte de Monte-Cristo van Matthieu Delaporte en Alexandre de la Patelliere
  - En fanfare van Emmanuel Courcol
  - L'Histoire de Souleymane van Boris Lojkine
  - Miséricorde van Alain Guiraudie

### Beste regisseur
- Jacques Audiard - Emilia Pérez
  - Gilles Lellouche - L'Amour ouf
  - Matthieu Delaporte en Alexandre de La Patellière - Le Comte de Monte-Cristo
  - Boris Lojkine - L'Histoire de Souleymane
  - Alain Guiraudie - Miséricorde

### Beste acteur
- Karim Leklou - Le Roman de Jim
  - François Civil - L'Amour ouf
  - Benjamin Lavernhe - En fanfare
  - Pierre Niney - Le Comte de Monte-Cristo
  - Tahar Rahim - Monsieur Aznavour

### Beste actrice
- Hafsia Herzi - Borgo
  - Adèle Exarchopoulos - L'Amour ouf
  - Karla Sofía Gascón - Emilia Pérez
  - Zoë Saldana - Emilia Pérez
  - Hélène Vincent - Quand vient l'automne

### Beste acteur in een bijrol
- Alain Chabat - L'Amour ouf
  - David Ayala - Miséricorde
  - Bastien Bouillon - Le Comte de Monte-Cristo
  - Jacques Develay - Miséricorde
  - Laurent Lafitte - Le Comte de Monte-Cristo

### Beste actrice in een bijrol
- Nina Meurisse - L'Histoire de Souleymane
  - Élodie Bouchez - L'Amour ouf
  - Anaïs Demoustier - Le Comte de Monte-Cristo
  - Catherine Frot - Miséricorde
  - Sarah Suco - En fanfare

### Beste jong mannelijk talent
- Abou Sangaré - L'Histoire de Souleymane
  - Adam Bessa - Les Fantômes
  - Malik Frikah - L'Amour ouf
  - Félix Kysyl - Miséricorde
  - Pierre Lottin - En fanfare

### Beste jong vrouwelijk talent
- Maïwène Barthelemy - Vingt Dieux
  - Malou Khebizi - Diamant brut
  - Megan Northam - Rabia
  - Mallory Wanecque - L'Amour ouf
  - Souheila Yacoub - Planète B

### Beste origineel script
- Boris Lojkine en Delphine Agut - L'Histoire de Souleymane
  - Stéphane Demoustier - Borgo
  - Emmanuel Courcol en Irène Muscari - En fanfare
  - Alain Guiraudie - Miséricorde
  - Louise Courvoisier en Théo Abadie - Vingt Dieux

### Beste bewerkt script
- Jacques Audiard - Emilia Pérez
  - Matthieu Delaporte en Alexandre de La Patellière - Le Comte de Monte Cristo
  - Michel Hazanavicius en Jean-Claude Grumberg - La Plus Précieuse des marchandises

### Beste decors
- Stéphane Taillasson - Le Comte de Monte-Cristo
  - Jean-Philippe Moreaux - L'Amour ouf
  - Emannuelle Duplay - Emilia Pérez
  - Stéphane Rozenbaum - Monsieur Aznavour
  - Olivier Radot - Sarah Bernhardt, La Divine

### Beste kostuums
- Thierry Delettre - Le Comte de Monte-Cristo
  - Isabelle Pannetier - L'Amour ouf
  - Virginie Montel - Emilia Pérez
  - Isabelle Mathieu - Monsieur Aznavour
  - Anaïs Romand - Sarah Bernhardt, La Divine

### Beste cinematografie
- Paul Guilhaume - Emilia Pérez
- Laurent Tangy - L'Amour ouf
- Nicolas Bolduc - Le Comte de Monte-Cristo
- Tristan Galand - L'Histoire de Souleymane
- Claire Mathon - Miséricorde

### Beste montage
- Xavier Sirven - L'Histoire de Souleymane
  - Simon Jacquet - L'Amour ouf
  - Célia Lafitedupont - Le Comte de Monte-Cristo
  - Juliette Welfling - Emilia Pérez
  - Guerric Catala - En fanfare

### Beste geluid
- Erwan Kerzanet, Aymeric Devoldère, Cyril Holtz en Niels Barletta - Emilia Pérez
  - Cédric Deloche, Gwennolé Le Borgne, Jon Goc en Marc Doisne - L'Amour ouf
  - David Rit, Gwennolé Le Borgne, Olivier Touche, Laure-Anne Darras, Marion Papinot, Marc Doisne en Samuel Delorme - Le Comte de Monte-Cristo
  - Pascal Armant, Sandy Notarianni en Niels Barletta - En fanfare
  - Marc-Olivier Brullé, Pierre Bariaud, Charlotte Butrak en Samuel Aichoun - L'Histoire de Souleymane

### Beste filmmuziek
- Camille en Clément Ducol - Emilia Pérez
  - Jon Brion - L'Amour ouf
  - Jérôme Rebotier - Le Comte de Monte-Cristo
  - Alexandre Desplat - La Plus Précieuse des marchandises
  - Charlie en Linda Courvoisier - Vingt Dieux

### Beste visuele effecten
- Cédric Fayolle - Emilia Pérez
- Cédric Fayolle, Hugues Namur en Émilien Lazaron - La Bête
- Olivier Cauwet - Le Comte de Monte-Cristo
- Stéphane Dittoo - Monsieur Aznavour

### Beste debuutfilm
- Vingt Dieux van Louise Courvoisier
  - Diamant brut van Agathe Riedinger
  - Les Fantômes van Jonathan Millet
  - Le Royaume van Julien Colonna
  - Un p'tit truc en plus van Artus

### Beste animatiefilm
- Flow van Gints Zilbalodis
  - La Plus Précieuse des marchandises van Michel Hazanavicius
  - Sauvages ! van Claude Barras

### Beste documentaire
- La Ferme des Bertrand van Gilles Perret
  - La Belle de Gaza van Yolande Zauberman
  - Bye Bye Tibériade van Lina Soualem
  - Dahomey van Mati Diop
  - Ernest Cole, photographe van Raoul Peck
  - Madame Hofmann van Sébastien Lifshitz

### Beste buitenlandse film
- The Zone of Interest de Jonathan Glazer •  -  - 
  - Anora van Sean Baker • 
  - The Seed of the Sacred Fig van Mohammad Rasoulof •  -  - 
  - The Apprentice van Ali Abbasi •  -  -  - 
  - The Substance van Coralie Fargeat •  -

### Beste korte film
- L'Homme qui ne se taisait pas van Nebojša Slijepčević
  - Boucan van Salomé Da Souza
  - Ce qui appartient à César van Violette Gitton
  - Queen Size van Avril Besson

### Beste korte animatiefilm
- Beurk ! van Loïc Espuche
  - GiGi van Cynthia Calvi
  - Papillon van Florence Miailhe

### Beste korte documentaire
- Les Fiancées du sud van Elena López Riera
  - Petit Spartacus van Sara Ganem
  - Un cœur perdu et autres rêves de Beyrouth van Maya Abdul-Malak

### César des lycéens
- Le Comte de Monte-Cristo van Matthieu Delaporte en Alexandre de La Patellière
  - Emilia Pérez van Jacques Audiard
  - En fanfare van Emmanuel Courcol
  - L'Histoire de Souleymane van Boris Lojkine
  - Miséricorde van Alain Guiraudie

### Ere-César(César d'honneur)
- Julia Roberts[2]
- Costa-Gavras[3]

## Films met meerdere nominaties
De volgende films ontvingen meerdere nominaties:
| Nominaties | Film                               | Césars |
| ---------- | ---------------------------------- | ------ |
| 14         | Le Comte de Monte-Cristo           |        |
| 13         | L'Amour ouf                        |        |
| 12         | Emilia Pérez                       |        |
| 8          | L'Histoire de Souleymane           |        |
| 8          | Miséricorde                        |        |
| 7          | En fanfare                         |        |
| 4          | Monsieur Aznavour                  |        |
| 4          | Vingt Dieux                        |        |
| 3          | La Plus Précieuse des marchandises |        |
| 2          | Borgo                              |        |
| 2          | Diamant brut                       |        |
| 2          | Les Fantômes                       |        |
| 2          | Sarah Bernhardt, La Divine         |        |